# Brij Narayan
Brij Narayan (Hindi: बृज नारायण; IAST: Bṛj Nārāyaṇ; * 25. April 1952 in Udaipur) ist ein indischer klassischer Musiker, der das Saiteninstrument Sarod spielt. Narayan wurde im indischen Staat Rajasthan geboren und lernte von Jugend an unter seinem Vater Ram Narayan und anderen Lehrern die Sarod zu spielen. Er gewann den All India Radio Instrumentalistenwettbewerb im Jahr 1967 und begleitete seinen Vater auf einer Tournee nach Afghanistan im Jahr 1969. Narayan schloss sein Studium an der University of Mumbai im Jahr 1972 ab und arbeitete danach an Filmen mit und tourte Afrika, Europa und Amerika.

## Jugend

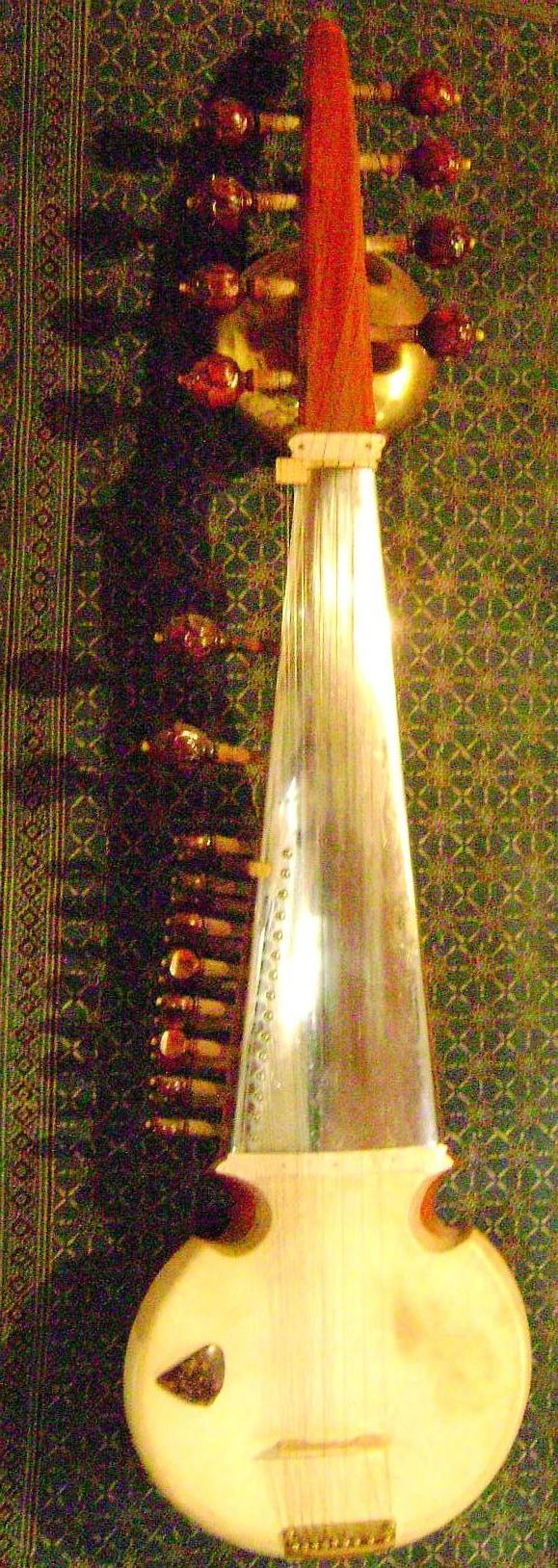
Eine Sarod

Narayan wurde am 25. April 1952 in Udaipur, Rajasthan als ältester Sohn des Sarangi-Spielers Ram Narayan geboren. Er wurde von früher Jugend an in Musik unterrichtet und begann mit sieben Jahren, die Sarod zu spielen. Narayan versteht es, Sarangi zu spielen, aber fasste den Entschluss, sich im Spielen der Sarod zu spezialisieren, mit der Begründung, dass ihn sein Hintergrund bevorteilen würde gegenüber anderen Spielern der Sarod und dass er ihre „Kombination aus Melodie und rhythmischem Spiel“ schätzte. Narayan lernte für kurze Zeit unter seinem Onkel, Tabla-Spieler Chatur Lal, und Sarod-Spieler Ali Akbar Khan in Delhi, aber kehrte nach Lal's Tod im Jahr 1965 zur Lehre unter seinem Vater zurück. Im Jahr 1967 erhielt Narayan die Goldmedaille des Präsidenten als bester Instrumentalist im All India Radio Wettbewerb. In den späten 1960er Jahren war er Gegenstand eines Films, nahm 1969 mit seinem Vater an einer Kulturdelegationstournee nach Afghanistan teil und wurde Gelehrter der Bharat Sangeet Sabha.

## Karriere
Narayan schloss sein Studium an der University of Mumbai im Jahr 1972 ab und wurde Vollzeitmusiker; er trat im selben Jahr bei den Olympischen Sommerspielen 1972 auf. In den 1970er und 1980er Jahren tourte er Afrika, Europa und Amerika und spielte mehrere Alben ein, darunter eine Zusammenarbeit mit Zakir Hussain. Narayan spielte für den Film Main Tulsi Tere Aangan Ki von 1978 und komponierte Musik für den 1988 erschienenen Film Die bengalische Nacht von Nicolas Klotz, in dem Hugh Grant die Hauptrolle spielte. Er wurde 1996 mit dem Dagar Gharana Award der Mewar Foundation ausgezeichnet und tourte 1999 erneut durch Frankreich. Narayan trat für die Society for the Promotion of Indian Classical Music and Culture Amongst Youth auf, um junge Inder für klassische indische Musik zu interessieren, und spielte auf Music Detected, dem 2002 erschienenen Album von Deep Forest. Neil Sorrell hat Narayan in Die Musik in Geschichte und Gegenwart als einen der besten Sarod-Spieler der Gegenwart bezeichnet.

## Familie und Persönliches
Narayan ist verheiratet, lebt in Mumbai, und hat Kinder. Sein Sohn Harsh wurde Mitte der 1980er Jahre geboren und spielt seit 1997 die Sarangi; sowohl Brij als auch sein Sohn sind mit Ram Narayan aufgetreten. Narayan arbeitet für die Pt Ram Narayan Foundation in Mumbai, die Stipendien für Sarangi-Spieler anbietet.

## Diskografie
- Raga Lalit, Raga Bairagi Bhairav (1999)
- Raga Bhatiyar and Raga Shankara (2002)